# پاپادرشکه
پاپادرشکه (به مجاری:  Pápadereske) یک شهرداری در مجارستان است که در ناحیه پاپا واقع شده‌است. پاپادرشکه ۵٫۷۱ کیلومتر مربع مساحت و ۲۸۰ نفر جمعیت دارد.